# Майстренко Олександр Федорович
Олекса́ндр Фе́дорович Майстре́нко — президент товариства української культури в Республіці Молдова станом на 2005 рік й надалі.

## Нагороди
- Відзнака Президента України — ювілейна медаль «25 років незалежності України» (22 серпня 2016) — за вагомий особистий внесок у зміцнення міжнародного авторитету Української держави, популяризацію її історичної спадщини і сучасних надбань та з нагоди 25-ї річниці незалежності України[2]